# Marque d'identification des aéronefs (D-J)
En raison de sa taille l'article Marques d'identification des aéronefs est subdivisé en quatre pages :
- Marque d'identification des aéronefs (A-C) ;
- Marque d'identification des aéronefs (D-J) ;
- Marque d'identification des aéronefs (K-P) ;
- Marque d'identification des aéronefs (Q-Z).

L'ensemble de ces quatre pages donne les marques d'identification des aéronefs.
Cet article présente les marques d'identification des appareils militaires du monde, aussi appelés cocardes.
Apparues durant la Première Guerre mondiale, les appareils étaient identifiés par divers symboles fantaisistes.
Ce n'est que par la suite qu'une normalisation s'opéra. La signalisation se trouve sur les côtés du fuselage, sur le dos ou le ventre des ailes, elle est généralement en cocarde mais peut être de forme triangulaire, en croix, en étoile ou autres formes, on en retrouve parfois sur la dérive ou le pennon de queue (souvent de forme rectangulaire).

## D
| Image 1     | Image 2 | Pays |
| ----------- | ------- | --- |
|             |         | Danemark Image 1:Fuselage : Cocarde en deux cercles : intérieur blanc extérieur rouge. Image 2: Dérive : drapeau à deux pointes, rouge avec une croix blanche. |
|             |         | Djibouti - Depuis 1983 : - Image 1: Fuselage: Cocarde en 3 cercles: extérieur bleu, milieu vert, centre blanc avec une étoile rouge. - Image 2: Dérive: reprend le drapeau national: la partie de gauche en triangle blanc pointe vers le centre, une étoile rouge centrée, le reste divisé en deux parties horizontales : haut bleu, bas vert. |
| A: B: C: D: |         | République dominicaine Fuselage : -A: Cocarde en trois cercles: centre haut: quart bleu / quart rouge, centre bas: quart rouge / quart bleu, milieu blanc, extérieur haut : quart bleu / quart rouge, extérieur bas: quart rouge / quart bleu, le tout surmonté d'une croix blanche. -B: Cocarde basse visibilité : les couleurs sont grises et le blanc est évidé. Dérive : -C: En drapeau : 1er et 4e quart en bleu, 2e et 3e quart en rouge, le tout surmonté d'une croix blanche. -D: En drapeau : 1er quart en bleu, 2e et 3e quart en rouge, 4e quart en 4 bandes horizontales: haut vert, milieu supérieur blanc, milieu inférieur rouge et bas jaune, le tout surmonté d'une croix blanche. |
|             |         | Dubaï Cocarde en trois cercles : centre jaune sable, milieu blanc, supérieur rouge avec sur la moitié haute des inscriptions en arabe. |

## E
| Image 1     | Image 2           | Pays |
| ----------- | ----------------- | --- |
|             |                   | Égypte Image 1: Fuselage: Cocarde: 3 cercles: central en noir, milieu en blanc, supérieur en rouge. Dérive: Drapeau séparé en 3 parties horizontales: haut en rouge, milieu en blanc et bas en noir. - De 1945 à 1953: Image 2 : Fuselage: cocarde en trois cercles: centre et extérieur en vert, milieu en blanc. |
|             |                   | Émirats arabes unis -A: Cocarde en 3 cercles: centre noir, milieu blanc extérieur vert, du cercle central part jusqu'au haut une bande de 1/8e de cercle rouge. -B: Basse visibilité: les couleurs sont noires et le blanc évidé. |
|             |                   | Équateur Fuselage: Cocarde: 3 cercles: Moitié supérieur en jaune, milieu en bleu, centre en rouge. Dérive: Drapeau séparé en 3 parties verticales: moitié haute en jaune, milieu en bleu et bas en rouge. |
|             |                   | Érythrée Cocarde: cercle en 2 parties: haut vert, bas bleu, du côté gauche centré 1/4 de cercle rouge avec une couronne de laurier jaune entourant une branche d'olivier de même. |
|             | A: B: C: D:       | Espagne Image 1: Cocarde en 3 cercles: centre et extérieur rouge, milieu jaune. Image 2: -A: Cocarde en 3 cercles: centre et extérieur rouge, milieu jaune, le tous de même proportions. -B: Dérive: Drapeau en 3 bandes verticales: haut et bas 1/4 rouge, centre jaune. -C: dérive: Croix de saint André noire sur fond blanc. -D: basse visibilité: croix de saint André gris foncé sur fond gris clair. |
|             |                   | Estonie Cocarde triangulaire: 3 triangles pointes en bas, centre blanc, milieu noir et extérieur bleu. Sur et sous les ailes la pointe est vers l'arrière, sur les hélicoptères la pointe est vers le haut. |
| A: B: C: D: | A: B: C: D: E: F: | États-Unis Fuselage: Image 1: -A: Fuselage: Cocarde: étoile blanche sur cercle bleu, sur les côtés deux pattes blanches bordurées bleu un liseré rouge au centre. -B: Basse visibilité -C: Variante: idem A mais sans bordure bleue. -D: Cocarde: Hélice à trois pales rouge dans un triangle blanc, sur cercle bleu, sur les côtés deux pattes blanches bordurées bleu un liseré rouge au centre. Cocarde de la Civil Air Patrol, service auxiliaire de l'USAF Image 2 : -A: cocarde en trois cercles: centre blanc, milieu bleu, extérieur rouge. Cocarde de la fin de la Première Guerre mondiale. -B: Cocarde: étoile blanche sur fond bleu avec un cercle rouge à son centre. Portée de 1917 à 1942. Dérive associée: Bande verticale bleue, sur sa droite alternance de 13 bandes horizontales rouge et blanche. -C: Idem B, le cercle rouge a été retiré pour éviter les confusions avec l'armée japonaise, émise peu après l'attaque de Pearl Harbor. -D: Idem C avec une bordure jaune. -E: Idem C avec pattes de chaque côté et bordure rouge. Émise mi-1943 pour une meilleure reconnaissance, sera rapidement retiré. -F: Idem E sauf que la bordure rouge sera remplacée par du bleu. Émis en 1943. |
|             |                   | Éthiopie Cocarde en 3 cercles: centre rouge avec une étoile jaune, milieu en jaune, extérieur plus large en vert. |

## F
| Image 1  | Image 2     | Image 3  | Pays |
| -------- | ----------- | -------- | --- |
|          |             |          | Fidji L'identification reprend le drapeau national : Bleu ciel, au quart haut gauche l'Union Jack, au centre de la moitié droite: un écu d'argent (blanc), écartelé : au 1 trois palmiers, au 2 un bananier, au 3 une colombe d'argent au rameau d'olivier dans son bec, au 4 un régime de bananes, une croix de gueules (rouge) brochant sur l'écartelé; au chef de gueules chargé d'un léopard d'or tenant une cabosse de cacao d'argent. |
|          |             |          | Finlande Cocarde en 3 cercles : central et supérieur en blanc, milieu en bleu, depuis 1945. |
| A: B: C: | A: B: C: D: | A: B: C: | France -Image 1 : -A : Cocarde en trois cercles : centre bleu, milieu blanc, extérieur rouge cerclé en jaune. -B : Cocarde en trois cercles : centre bleu, milieu blanc, extérieur rouge. Pour les avions étant en première ligne. -C : Dérive en trois parties verticales : gauche en bleu, milieu en blanc, droit en rouge. Abandonné début des années 1970. -Image 2 : Aéronautique navale : -A : Cocarde en trois cercles : centre bleu, milieu blanc, extérieur rouge cerclé en jaune, une ancre noire sur le tout. -B : Cocarde en trois cercles : centre bleu, milieu blanc, extérieur rouge, une ancre noire sur le tout. Pour les avions étant en première ligne. -C : Basse visibilité : Cocarde en trois cercles de couleurs très claires: centre bleu, milieu blanc, extérieur rouge cerclé en jaune, une ancre noire sur le tout. Sécurité civile : -D : Cocarde orange avec un triangle bleu sur le tout. Cocarde additionnée avec la cocarde bleu blanc rouge. -Image 3 : -A : Ancres rouge croisée, utilisé sur les hélicoptères H-21 et H-34 de la marine durant la guerre d'Algérie de 1958 à 1961 -B : Armée de terre : "Bouclier" bleu, blanc, rouge, surmonté d'un glaive « stylisé », le tout sur une mappemonde représentant les méridiens et parallèles, au-dessous est écrit « Armée de terre ». -C : Douane : les inscriptions « Douanes françaises » sont rajoutées sur les appareils de couleurs blanche, parés bleu-blanc-rouge, à la dérive aux couleurs nationale. |

## G
| Image 1     | Image 2 | Pays |
| ----------- | ------- | --- |
|             |         | Gabon Fuselage: Cocarde: 3 cercles: central en vert, milieu en jaune, supérieur en bleu Dérive: Drapeau séparé en 3 parties horizontales: haut en vert, milieu en jaune et bas en bleu |
| A: B: C: D: |         | Géorgie Image 1: -A: Cocarde blanche cerclée de noir avec une étoile rouge à 7 branches. -B: Basse visibilité: cerclage et étoile à sept branches noires. -C: Variante : idem A, sauf que le cerclage est bleu et segmenté à chaque pointes. -D: Idem C, mais pas de cercle blanc.                                                       |
|             |         | Ghana Fuselage: Cocarde en 3 cercles: centre vert, milieu jaune, extérieur rouge. |
| A: B: C:    |         | Grèce -A: Fuselage: Cocarde en 3 cercles: centre et extérieur en bleu, milieu en blanc. -B: Dérive: Drapeau en 3 parties verticales: gauche et droite en bleu, milieu en blanc. -C: Variante: drapeau bleu avec une croix blanche, utilisé pour les appareils de recherches et sauvetages.                                               |
|             |         | Guatemala Fuselage: Image 1: Cocarde: Ancien sigle : étoile à six branche sous fond bleu clair avec au centre un cercle du même bleu. Image 2: Cocarde : étoile blanche dans un cercle bleu avec au centre un petit cercle bleu. Dérive: Drapeau séparé en trois parties verticales : gauche en bleu, milieu en blanc et droite en bleu. |
|             |         | Guinée Fuselage: -Image 1: Ancienne Cocarde: 3 cercles: central en jaune, milieu en rouge, supérieur en vert -Image 2: Cocarde: 3 cercles: central jaune, milieu rouge, supérieur vert. Dérive: sans |
|             |         | Guinée-Bissau Fuselage: Cocarde rouge avec une étoile noire. |
|             |         | Guyana Fuselage: Cocarde: 3 cercles: central et supérieur en noir, milieu en jaune. |

## H
| Image 1 | Image 2 | Pays |
| ------- | ------- | --- |
|         |         | Haïti Fuselage: Cocarde en trois cercles : milieu rouge, centre noir, extérieur blanc, sur les côtés une patte blanche, le tout borduré de noir. |
|         |         | Honduras Cocarde en drapeau à trois bandes verticales: gauche et droite en bleu clair, centre en blanc avec une étoile bleu clair. |
|         | A: B:   | Hongrie Fuselage: -Image 1: -Fuselage: Ancien: Cocarde en étoile rouge au contour jaune, au centre un cercle blanc avec en son milieu un petit cercle vert. Dérive: Ancien: Étoile rouge au contour jaune, au centre un cercle blanc avec en son milieu un petit cercle vert. -Image 2: -A: En fanion: 3 triangles superposés, un vert sur un blanc sur un rouge, borduré de blanc. -B: Basse visibilité, en fanion: 3 triangles superposés, gris foncé sur un gris clair sur un gris légèrement foncé borduré de gris clair. |

## I
| Image 1  | Image 2     | Pays |
| -------- | ----------- | --- |
|          |             | Inde -Image 1: Fuselage: Cocarde en 3 cercles: centre en vert, milieu en blanc, extérieur en orange. Dérive: En drapeau à 3 bandes verticales: gauche en vert, milieu en blanc (bande plus mince), droite en orange. -Image 2: Ancienne identification: Fuselage: Cocarde bleue avec en blanc la roue bouddhique du "Chakra d'Ashoka, utilisé de 1947 à 1948. Dérive: En drapeau à trois bandes verticales, gauche en orange, milieu en blanc, droite en vert, les couleurs sont l'inverse de celui actuel. |
| A: B: C: |             | Indonésie -A: Cocarde hexagonale: blanche avec un épaisse bordure rouge, portée par le TNI-AU (Tentara Nasional Indonesia - Angkatan Udara). -B: Idem A avec une ancre de marine noire au centre, portée par le Dinas Penerbangan Angkatan Laut/ Pusat Penerbangan TNI AL ou Puspenerbal (aéronautique navale indonésienne). -C: Idem A avec une étoile noire au centre, portée par le Tentara Nasional Indonesia Angkatan Darat / Dinas Penerbangan Angkatan. |
|          |             | Irak Cocarde triangulaire verte à bordure noire, au centre un huit en forme de losange, au centre du losange bas un losange blanc. |
|          |             | Iran Fuselage: Cocarde: 3 cercles: central petit cercle rouge, milieu en blanc, supérieur en vert Dérive: Drapeau séparé en 3 parties horizontales: haut en vert, milieu en blanc et bas en rouge |
|          |             | FIAS (Force internationale d'assistance et de sécurité) Cocarde verte bordurée blanc et vert, les inscriptions I S A F sont inscrites en latin et en arabe. Certains appareils ne portent que les inscriptions I S A F en lettres blanche. |
|          | A: B: C: D: | Irlande -Image 1: -Fuselage: Cocarde: entrelacement de 3 couleurs: vert, blanc et orange, depuis 1954 sur les appareils du Aer Chór na hÉireann -Dérive: En drapeau à 3 bandes verticales, gauche en vert, milieu en blanc et droite en orange. -Image 2: Anciennes cocardes de fuselage: -A : Cocarde entrelacement de deux couleurs vert et orange, de 1939 à 1954. -B : Variante de A sur fond blanc, pour les appareils camouflés. -C : Cocarde en 3 cercles: centre orange, milieu blanc et extérieur en vert, de 1922 à 1923. -D : Dérive: en 3 bandes verticales: gauche en vert, milieu en blanc et droite en orange, utilisé avec la cocarde C. |
|          |             | Islande Dérive : bleue à deux pointes en queue d'aronde au centre, une Croix scandinave rouge bordée de blanc. |
|          |             | Israël Fuselage : Cocarde blanche avec une étoile bleue à six branches. |
|          | A: B:       | Italie Fuselage : Image 1: Cocarde : 3 cercles: central en vert, milieu en blanc, supérieur en rouge Image 2: Cocarde : - A: dit basse visibilité : même cocarde excepté un cercle vert plus gros - B: rajout d'une ancre et du mot « MARINA » pour l'aéronavale italienne. Dérive: sans |

## J
| Image 1 | Image 2 | Pays |
| ------- | ------- | --- |
|         |         | Jamaïque Fuselage : Cocarde en 3 cercles : central en noir, milieu en jaune, supérieur en vert. Dérive : Drapeau en 3 parties verticales : gauche en vert, milieu en noir et droite en jaune.    |
|         |         | Japon Fuselage : Cocarde: cercle rouge borduré de blanc. |
|         |         | Jordanie Fuselage: Cocarde en 3 cercles: centre en vert, milieu en blanc et supérieur en noir, centré en haut sur un quart un triangle rouge avec en son centre une étoile blanche à 7 branches. |